# 童保暄
童保暄（1887年8月15日—1919年5月23日），字伯吹，浙江宁海人，浙江辛亥革命的起义临时司令官。杭州光复後，他还参加光复南京的战斗。

## 历史

### 早年经历
童保暄是宁海县前童村人，1887年8月15号出生。童保暄七岁进私塾，十六岁进拱台书院。
1906年，他进入浙江讲武堂学习军事，第二年选送保定陆军速成学堂。5月，他在去上海的路上与吕公望、夏超结识，经过吕公望介绍，在上海女报社秋瑾处参与光复会。同年年底毕业，授副军校总办职。1908年初，他到天津陆军警察学堂宪兵警察科学习。1910年学业有成回到浙江，在新军二十一镇宪兵营任执事官。1911年2月，他转入陆军警察营。

### 辛亥革命

#### 浙江光复
1911年，新军武昌起义。在浙江，革命党人与浙江的军警界人士开会讨论起义事宜，谈到推举人选当都督时，大家全推三诿四，生怕起义不成自身性命不保。此时，童保暄自告奋勇，大家便推举他任起义临时司令。11月4号半夜，义军起兵。

#### 南京光复
浙江起义以后，童保暄便奉身告退，汤寿潜被推举为都督，童保暄改当省军政参谋。
为响应武昌起义，浙江新军组建攻宁混成支队，童保暄为参谋处处长。在南京战役中，他亲临前线视察指挥，做出攻占紫金山顶的天堡城，用炮火控制南京的决定。12月2号，在他指挥下，南京光复。

### 辛亥革命后
南京光复后，童保暄回到杭州当二十四团团长，兼讲武学堂堂长、陆军小学校长。1914年任陆军补习所所长、第十二旅旅长。
1915年底，袁世凯称帝，护国运动爆发，童保暄劝说浙江都督朱瑞宣布浙江独立，然而朱瑞很早就积极支持袁世凯称帝。1916年，朱瑞態度暧昧，和浙江省内各界支持護国軍的舆论未能保持一致。4月12日，童保暄与吕公望联合起兵，率众围攻浙江将军署，赶走朱瑞，宣布浙江独立，推举屈映光为浙江都督，但屈映光却因內部矛盾辞职。1917年1月1日，段祺瑞任命安徽人杨善德当浙江督军。
1918年6月22日，段祺瑞任命童保暄为闽浙援粤军副司令，与福建督军李厚基合攻广东，但被陈炯明的粤军打败。

### 逝世
1919年3月，童保暄在阅兵时偶遇风寒，同年5月23日于厦门生病去世，当时他担任陆军中将与浙江陆军第一师师长。5月27日，追赠陆军上将。

## 纪念
童保暄去世以后，1923年，在杭州西湖边的北山街建有一童公祠，章太炎为其作《童师长祠堂记》，将他与孙策、陈霸先、钱镠相比。
宁海县文物事业管理委员会办公室收藏有童保暄的日记手稿，里面记录有他从1908年于保定陆军速成学堂学习开始到1919年生病去世前约十二年所见所闻所思所想。2006年日记出版。